# João Soares (tenista)
João Américo Soares Júnior (Limeira, 25 de abril de 1951) é um tenista profissional brasileiro, que parou de jogar profissionalmente em 1987, e atualmente trabalha como treinador de tênis e participa regularmente de jogos envolvendo veteranos.

## Trajetória esportiva
Foi tenista profissional durante dez anos. Defendeu o Brasil na Copa Davis de 1977 a 1981, e obteve grandes resultados na década de 1980, quando chegou a ocupar o posto de número 49 nas duplas (em 28 de abril de 1980) e número 74 nas simples (em 23 de agosto de 1983) no ranking da Associação de Tenistas Profissionais (ATP).
Soares participou das principais competições de tênis, como US Open, Wimbledon e Roland -Garros, e venceu grandes nomes como Thomaz Koch, Stefan Edberg e Mats Wilander.
Nos Jogos Pan-Americanos de 1975, na Cidade do México, João Soares e João Carlos Schmidt Filho ganharam a medalha de bronze em duplas.
Em 1982 chegou às quartas-de-final do torneio de duplas em Wimbledon.
Em 2008 conquistou o título da temporada do Citibank Masters Club, principal competição de sêniores do Brasil.
Atualmente mantém uma clínica de tênis em Campinas e, como treinador, ajudou a formar Ricardo Mello e Flávio Saretta, entre outros.